# Brasilia Challenger 2 1990
Il Brasilia Challenger 2 1990 è stato un torneo di tennis facente parte della categoria ATP Challenger Series nell'ambito dell'ATP Challenger Series 1990. Il montepremi del torneo era di $75 000 e si è svolto nella settimana tra il 13 agosto e il 19 agosto 1990 su campi in sintetico. Il torneo si è giocato a Brasilia in Brasile.

## Vincitori

### Singolare
Cássio Motta ha sconfitto in finale  Jaime Oncins con il punteggio di 7–6, 6–4.

### Doppio
Jaime Oncins /  Andrew Sznajder hanno sconfitto in finale  Luiz Mattar /  Fernando Roese con il punteggio di 7–5, 3–6, 7–6.